# جوريت سميتس
جوريت سميتس (بالهولندية: Jorrit Smeets)‏ (25 مارس 1995 بلاندخراف في هولندا - ) هو لاعب كرة قدم هولندي في مركز الوسط.

## روابط خارجية
- جوريت سميتس على موقع قاعدة بيانات كرة القدم.إي يو (الإنجليزية)
- جوريت سميتس على موقع Soccerway.com (الإنجليزية)
- جوريت سميتس على موقع عالم كرة القدم.نت (الإنجليزية)